# Бийя (Франция)
Бийя́ (фр. Billiat) — коммуна во Франции, находится в регионе Рона-Альпы. Департамент коммуны — Эн. Входит в состав кантона Бельгард-сюр-Валзерин. Округ коммуны — Нантюа.
Код коммуны — 01044.

## Население
Население коммуны на 2010 год составляло 484 человека.
| 1962 | 1968 | 1975 | 1982 | 1990 | 1999 | 2010 |
| ---- | ---- | ---- | ---- | ---- | ---- | ---- |
| 236  | 216  | 293  | 348  | 396  | 411  | 484  |